# Neresnica
Neresnica (cyr. Нересница) – wieś w Serbii, w okręgu braniczewskim, w gminie Kučevo. W 2011 roku liczyła 1954 mieszkańców.